# Amedeo II di Savoia
Amedeo II di Savoia (1050 circa – 26 gennaio 1080) è stato marchese di Torino, conte di Savoia e conte d'Aosta e Moriana, dal 1078, alla sua morte.

## Origine
Amedeo, secondo lo storico Samuel Guichenon, nel suo Histoire généalogique de la royale maison de Savoie, era il figlio maschio secondogenito del Conte di Moriana, d'Aosta e del Chiablese, Oddone e della margravia di Torino e di Susa, Adelaide, che discendeva dalla famiglia degli Arduinici, e secondo Samuel Guichenon, era figlia del margravio di Torino e Susa, Olderico Manfredi II e della contessa Berta degli Obertenghi, che secondo lo storico Ludovico Antonio Muratori era figlia di Oberto II, margravio di Milano, di Tortona e di Genova.
Oddone di Savoia era il figlio quartogenito del Conte di Moriana e del Chiablese, Umberto I Biancamano e di Ancilia o Ancilla d'Aosta, come viene confermato dal documento n° XXVII de Il conte Umberto I (Biancamano) e il re Ardoino: ricerche e documenti.

## Biografia
Sua madre, Adelaide di Susa, era al suo terzo matrimonio, avendo sposato in prime nozze, Ermanno duca di Svevia (1014 – 1038), che, secondo il Chronicon Ottonis Frisingensis, era il secondo figlio di Gisella di Svevia ed Ernesto I duca di Svevia e figliastro dell'imperatore Corrado II il Salico, terzo marito di Gisella; e in seconde nozze, come viene confermato da una donazione al monastero di Sant'Antonino (Henricus marchio filius quondam Wilielmi similiter marchioni et Adalena comitissa jugales), riporta da Il conte Umberto I (Biancamano) e il re Ardoino: ricerche e documenti, si sposò in seconde marchese del Monferrato, Enrico, figlio del marchese del Monferrato, Guglielmo III, come viene confermato dal documento nº 1 de Le carte della prevostura d'Oulx raccolte e riordinate cronologicamente fino al 1300 (Heynricus marchio filius quondam Uuilielmi similique marchioni), e della moglie Waza.
Amedeo è citato, per la prima volta, nel documento n° VII de Le carte della prevostura d'Oulx raccolte e riordinate cronologicamente fino al 1300, datato 1057, in cui, suo padre, Oddone, e sua madre, Adelaide, assieme ai figli Pietro, Amedeo e le figlie (Oddo et uxor mea Adalaicis et filii mei Petrus Admedeus et filie mee), fecero una donazione alla chiesa di Oulx.
Alla morte del padre, Oddone, che morì giovane, probabilmente nel 1057, suo fratello, Pietro divenne Pietro I Conte di Moriana e Conte d'Aosta; secondo il Regesta comitum Sabaudiae, morì a Torino il 19 gennaio (XIV Kal Feb depositio Dnis Oddonis Marchionis) (invece, secondo lo storico C. W. Previté-Orton, nel suo The early history of the house of Savoy (1000-1233), morì il 21 maggio 1060) e lasciò tutti i figli pressoché bambini affidati alla reggenza della moglie poco più che quarantenne; tutt'oggi la salma di Oddone riposa nella Cattedrale di San Giovanni Battista a Torino.
Pietro governò solo nominalmente, in quanto il potere era retto dalla madre Adelaide che, oltre che al marito, sopravvisse anche ai figli e mantenne di fatto il potere, reggente prima per i figli, Pietro I e Amedeo, poi per il nipote, Umberto, fino alla morte, avvenuta nel 1091. Il documento nº 16 del Peter der Zweite, Graf von Savoyen, Markgraf in Italien attesta che nel 1064 Adelaide conduceva il governo assieme al figlio, Pietro, infatti il documento viene firmato dal figlio e dalla madre (Dominus Petrus Marchio filius quond. bonæ memoriæ Oddonis marchionis simul cum domina Adheleida comitissa matre sua).
Nel 1073, Amedeo, accompagnato dalla madre, Adelaide, si era recato a Roma, dove poté insieme con altri nobili borgognoni pronunciare il giuramento sulla tomba di s. Pietro di proteggere la Santa Sede.
Secondo il monacoe cronista medievale, Lamberto di Hersfeld, nel suo Lamberti Annales, l'imperatore, Enrico IV di Franconia, tra il dicembre del 1076 e il gennaio 1077, avendo trovato tutti i valichi alpini, che collegavano la Germania all'Italia presidiati dai suoi avversari, Rodofo di Rheinfelden, Guelfo d'Este e Bertoldo di Zähringen, decise di passare dalla Borgogna e attraversare il Moncenisio, nei feudi del Conte di Moriana, Pietro I; Enrico IV, accompagnato dalla moglie, Berta per poter attraversare i territori della Contea di Savoia e del marchesato di Torino trattò con la madre di Pietro e di Berta, sua suocera Adelaide, accompagnata dal genero, Amedeo (socrum suam filiumque eius Amedeum).
Nel luglio del 1078, Amedeo, con la madre, Adelaide ed il fratello, Pietro, fece una donazione alla badia della Novalesa, come riporta Il conte Umberto I (Biancamano) e il re Ardoino: ricerche e documenti. Nemmeno un mese dopo, il 9 agosto, suo fratello Pietro I morì, come conferma lo storico C. W. Previté-Orton nel suo The early history of the house of Savoy (1000-1233); secondo lo storico e genealogista ungherese Szabolcs de Vajay, nel suo Estudios Genealogicos, Heraldicos Y Nobiliarios, quando parla della regina Berta d'Aragona, accenna che la morte di Pietro sia stata violenta. Alla morte di Pietro fu posta la questione della successione tra la figlia di Pietro, Agnese ed il fratello, Amedeo; pare che la questione fu risolta seguendo la legge salica, come accenna anche lo storico Domenico Carutti ne Il conte Umberto I (Biancamano) e il re Ardoino: ricerche e documenti; il successore di Pietro, nei suoi titoli fu il fratello, Amedeo II.
La morte di Pietro è confermata da due documenti del Peter der Zweite Graf von Savoyen, Markgraf in Italien, sein Haus und seine Lande, Vol. IV: il nº 17, in cui è asserito che il 26 ottobre 1078 Agnese è vedova di Pietro (Agnes filia Guilielmi Pictavensis comitis et relicta olim nob. marchionis Petri) e il nº 18, inerente ad una donazione del 1079, fatta dalla madre, Adelaide di Susa, dove viene citata la nuora, Agnese, figlia di Guglielmo VII e vedova di Pietro I (Agnetis comitissæ, filiæ Wilelmi comitis et relictæ quondam Petri marchionis). Il governo di Amedeo fu solo nominale però, in quanto il governo rimase di fatto nelle mani della madre Adelaide, tanto che lo storico francese Victor Flour de Saint-Genis, nel suo Histoire de Savoie, lo cita col nome di Adelao (Amé II dit Adélaò).
Amedeo morì nel 1080 e venne inumato nella Cattedrale di San Giovanni di Moriana, in Savoia; le Regesta comitum Sabaudiae nel documento n° CC riportano la morte di Amedeo il 26 gennaio (VII Kal. Feb. ob. comes Amedeus de Sabaudia); ancora Victor Flour de Saint-Genis, nel suo Histoire de Savoie riporta la morte di Amedeo verso la fine del secolo, nel 1097 circa e, nella nota allegata, rammenta che vari storici hanno fissato la morte di Amedeo anche prima del 1080; infine rammenta che lo storico Franciscus Guillimanni (Franz Guillimann), nel suo De Helvetia, indica Amedeo come uno dei partecipanti alla prima crociata al seguito del fratello del re di Francia, Filippo I, Ugo detto il Grande e Goffredo di Buglione. Ad Amedeo, nei suoi titoli, succedette il figlio maschio primogenito, Umberto, ancora bambino, con la reggenza della nonna, Adelaide.

## Matrimonio e discendenza
Amedeo aveva sposato una nobile di nome Giovanna, che Samuel Guichenon, nel suo Histoire généalogique de la royale maison de Savoie, la identifica con Giovanna di Ginevra, figlia del conte di Ginevra, Geroldo II e della moglie, Gisela. Amedeo da Giovanna ebbe cinque figli:
- Umberto (1072 - 1103), conte di Savoia e conte della Moriana[28].;
- Costanza, andata sposa a Ottone II di Monferrato († 1084), Marchese di Monferrato[29],;
- Adelaide († 1090), andata sposa a Manasse V, signore della casa di Coligny[30];
- Auxilia († dopo il 1094), andata sposa verso il 1080 Umberto II di Beaujeu († 1101)[31];
- Oddone, confermato solo dalle Europäische Stammtafeln[32], vol II, 190 (non consultate)[26].

## Ascendenza
|                      |                     |                                 | Genitori                  |  |  | Nonni |  |  | Bisnonni |  |  | Trisnonni |  |
|                      |                     |                                 |                           |  |  |       |  |  | …        |  |  | …         |  |
|                      |                     |                                 |                           |  |  |       |  |  | …        |  |  | …         |  |
|                      |                     | …                               |                           |  |  |       |  |  | …        |  |  |           |  |
| Umberto I Biancamano |                     |                                 |                           |  |  |       |  |  | …        |  |  |           |  |
|                      |                     | …                               | …                         |  |  |       |  |  |          |  |  |           |  |
|                      |                     | …                               | …                         |  |  |       |  |  |          |  |  |           |  |
|                      |                     | …                               | …                         |  |  |       |  |  |          |  |  |           |  |
| Oddone di Savoia     |                     | …                               |                           |  |  |       |  |  |          |  |  |           |  |
|                      |                     | …                               | …                         |  |  |       |  |  |          |  |  |           |  |
|                      |                     | …                               | …                         |  |  |       |  |  |          |  |  |           |  |
|                      |                     | …                               | …                         |  |  |       |  |  |          |  |  |           |  |
| Ancilla del Vallese  |                     | …                               |                           |  |  |       |  |  |          |  |  |           |  |
|                      |                     | …                               | …                         |  |  |       |  |  |          |  |  |           |  |
|                      |                     | …                               | …                         |  |  |       |  |  |          |  |  |           |  |
|                      |                     | …                               | …                         |  |  |       |  |  |          |  |  |           |  |
| Amedeo II di Savoia  |                     | …                               |                           |  |  |       |  |  |          |  |  |           |  |
|                      | Olderico Manfredi I | Arduino il Glabro               |                           |  |  |       |  |  |          |  |  |           |  |
|                      | Olderico Manfredi I | Arduino il Glabro               |                           |  |  |       |  |  |          |  |  |           |  |
|                      | Olderico Manfredi I | …                               |                           |  |  |       |  |  |          |  |  |           |  |
| Olderico Manfredi II | Olderico Manfredi I |                                 |                           |  |  |       |  |  |          |  |  |           |  |
|                      |                     | Prangarda di Canossa            | Adalberto Atto di Canossa |  |  |       |  |  |          |  |  |           |  |
|                      |                     | Prangarda di Canossa            | Adalberto Atto di Canossa |  |  |       |  |  |          |  |  |           |  |
|                      |                     | Prangarda di Canossa            | Ildegarda dei Supponidi   |  |  |       |  |  |          |  |  |           |  |
| Adelaide di Susa     |                     | Prangarda di Canossa            |                           |  |  |       |  |  |          |  |  |           |  |
|                      |                     | Oberto II (Margravio di Milano) | Oberto I di Milano        |  |  |       |  |  |          |  |  |           |  |
|                      |                     | Oberto II (Margravio di Milano) | Oberto I di Milano        |  |  |       |  |  |          |  |  |           |  |
|                      |                     | Oberto II (Margravio di Milano) | Guilla di Bonifazio       |  |  |       |  |  |          |  |  |           |  |
| Berta di Milano      |                     | Oberto II (Margravio di Milano) |                           |  |  |       |  |  |          |  |  |           |  |
|                      |                     | …                               | …                         |  |  |       |  |  |          |  |  |           |  |
|                      |                     | …                               | …                         |  |  |       |  |  |          |  |  |           |  |
|                      |                     | …                               | …                         |  |  |       |  |  |          |  |  |           |  |
|                      |                     | …                               |                           |  |  |       |  |  |          |  |  |           |  |

### Fonti primarie
- (LA)  Monumenta Germaniae Historica, Scriptores (in Folio) (SS), tomus V
- (LA)  Le carte della prevostura d'Oulx raccolte e riordinate cronologicamente fino al 1300
- (IT, LA)  Il conte Umberto I (Biancamano) e il re Ardoino: ricerche e documenti
- (LA)  Regesta comitum Sabaudiae
- (LA)  Antiquitates Italicæ medii ævi
- (LA)  Peter der Zweite, Graf von Savoyen, Markgraf in Italien
- (LA)  Cartulaire de l'église collégiale Notre-Dame de Beaujeu
- (LA)  De Helvetia

### Letteratura storiografica
- (FR)  Histoire de Savoie, d'après les documents originaux,... par Victor... Flour de Saint-Genis. Tome 1
- (FR)  Histoire généalogique de la royale maison de Savoie, justifiée par titres, ..par Guichenon, Samuel
- (EN)  The early history of the house of Savoy (1000-1233)
- Francesco Cognasso, AMEDEO II, conte di Savoia, in Dizionario biografico degli italiani, vol. 2, Roma, Istituto dell'Enciclopedia Italiana, 1960. URL consultato il 25 agosto 2017.